# سیریل لوموئان
سیریل لوموئان (فرانسوی: Cyril Lemoine‎؛ زادهٔ ۳ مارس ۱۹۸۳) دوچرخه‌سوار اهل فرانسه است.
از باشگاه‌هایی که در آن رکاب زده‌است می‌توان به تیم دوچرخه‌سواری کردیت اگریکول، تیم سانوب، تیم دوچرخه‌سواری سوجاسون، و تیم دوچرخه‌سواری کوفیدیس اشاره کرد.